# أ. سي. جيبس
أ. سي. جيبس هو محامي وسياسي أمريكي، ولد في 9 يوليو 1825 في مقاطعة كاتاروغوس في الولايات المتحدة، وتوفي في 29 ديسمبر 1886 في لندن في المملكة المتحدة. نشط حزبياً في الحزب الجمهوري. وقد انتخب عضو مجلس نواب أوريغون ‏ وانتخب حاكم ولاية أوريغون ‏ (10 سبتمبر 1862 – 12 سبتمبر 1866).